# Hålltjärnen (Vänjans socken, Dalarna, 676450-139470)
Hålltjärnen är en sjö i Mora kommun i Dalarna och ingår i Dalälvens huvudavrinningsområde. Vid provfiske har abborre och regnbåge fångats i sjön.